# Дом Тоторина
Дом Т. Е. Тоторина — двухэтажный кирпичный особняк, построенный в 1912 году. Расположен в Центральном районе Новосибирска. Памятник архитектуры регионального значения.

## История
Особняк был построен в 1912 году в Центральной части города на участке № 1 квартала № 83 и принадлежал Т. Е. Тоторину.
Позднее в доме разместилось консульство Японии, созданное в Новосибирске в 1926 году. В тот период у здания был другой адрес — № 31 (сейчас — № 19).

## Описание
Выполненный из красного кирпича двухэтажный объём завершается двухскатной металлической крышей. Здание стоит на ленточных бутовых фундаментах.
Главный (южный) фасад композиционно асимметричен. Пристроенные в более поздний период входной тамбур и расположенный над ним балкон подчёркнуты пилястрами с элементами декора. Карниз дома и межэтажный пояс декорированы кронштейнами.
Главный фасад венчают три фигурных аттика, причём, в центральном размещено слуховое окно.
Прямоугольные окна первого этажа выделены «бровками», полуциркульные окна на втором этаже обрамлены фигурным архивольтом. Пространство между окнами украшено нишами.
Оформление северного (дворового) и западного фасадов предельно сдержано.
Габариты здания в плане — 12,8 × 18,8 м.